# E4 (chaîne de télévision)
 (août 2018).
Pour les articles homonymes, voir E4.
E4 est une chaîne de télévision britannique lancée en complément de Channel 4 le 18 janvier 2001. Ayant pour cible les adolescents, elle diffuse principalement des fictions américaines telles que Desperate Housewives, Les Frères Scott mais également britanniques telles que Skins, Misfits ou Shameless. E4 rediffuse aussi certaines émissions de Channel 4 comme Big Brother.
La chaîne est également disponible en Suisse.

## Programmation
E4 diffuse essentiellement des séries d'origine américaine et britannique :
- Skins
- Misfits
- Tripped
- Brothers & Sisters
- Desperate Housewives
- Hollyoaks
- My name is Earl
- Les Frères Scott
- Reaper
- Scrubs
- Shameless
- Smallville
- Ugly Betty
- Gossip Girl
- Scream Queens
- Tattoo Cover : Londres
- Drifters

En mai 2005, E4 a lancé « First Look » (première diffusion) dont le principe est que certaines fictions telles que Skins, Hollyoaks et Desperate Housewives soient diffusées sur E4 quelques jours avant d'être diffusées sur Channel 4.
E4 rediffuse également des programmes de Channel 4. L'exemple le plus notable est Big Brother.

## Diffusion de Big Brother
Durant les quelques mois par an où Big Brother est diffusé sur Channel 4, E4 y consacre une importante partie de son temps d'antenne notamment en diffusant le live avec la possibilité d'avoir accès à différents angles de vues de la maison grâce à des fonctions interactives. La chaîne diffuse également les quotidiennes ainsi que les promotions incitant à voter pour un candidat. Big Brother est habituellement diffusé lorsque les saisons des séries américaines importées sont finies ou en pause.

## Développement
En étendant sa diffusion à l'Irlande en juin 2002, E4 a fortement renforcé son influence et est devenu la deuxième chaîne non-terrestre d'Irlande.
En août 2005, E4 est devenu une chaîne émettant 24h/24h grâce à E4 Music, un programme musical émettant pendant les heures creuses lorsqu'elles ne sont pas déjà occupées par des programmes de télé-réalité. Elle a de plus lancé E4+1 qui permet de visualiser la chaine avec un décalage d'une heure.
Dans la continuité de E4, E4 Radio, une radio ayant une cible identique à E4 devait être lancée en juillet 2008, mais après avoir été retardée, Channel 4 a annoncé abandonner cette idée en octobre 2008.

## Identité visuelle (logo)

Ancien logo d'E4 du 18 janvier 2001 au 26 septembre 2018

## Sources
- (en) Cet article est partiellement ou en totalité issu de l’article de Wikipédia en anglais intitulé « E4 (TV channel) » (voir la liste des auteurs).